# 齿叶菥蓂
齿叶菥蓂（学名：Thlaspi yunnanense var. dentata）为十字花科下的一个变种。現時被認為是云南菥蓂的同種異名，而云南菥蓂亦由原屬菥蓂属改為屬於Noccaea屬。

## 外部連結
- 維基物種上的相關：齿叶菥蓂